# Häftlingsorchester

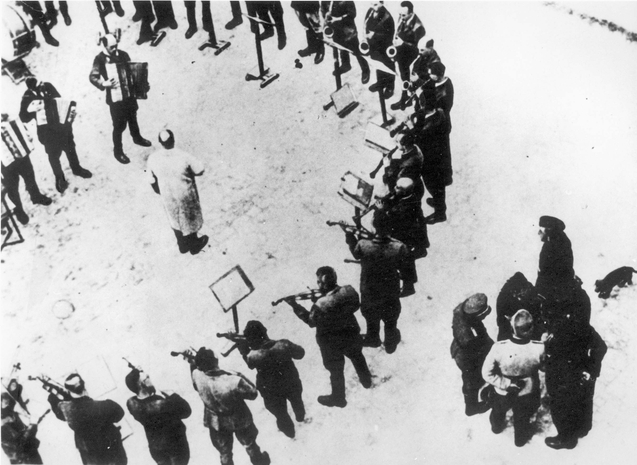
Häftlingsorchester im Lager Janowska in Lviv

In den Konzentrations- und Vernichtungslagern des „Dritten Reichs“, in denen Häftlingsorchester existierten, bildeten Musik und Singen einen festen Bestandteil des Lageralltags. Die Rolle und Aufgabe der Musik in den Lagern ist bislang nicht ausreichend erforscht. Für die Häftlinge war eigenbestimmte Musik eine Form der Hilfe zum Überleben, für die SS waren Musik und Singen ein Mittel der Erniedrigung, diente der Zerstörung des Lebenswillens und wurde zum Terror der Lagerinsassen eingesetzt. Es diente natürlich auch der Unterhaltung der SS-Kräfte, die Orchester mussten etwa bei Besuchen von SS-Größen aufspielen; ferner dienten die Aufführungen der Häftlingsorchester auch gegenüber Zweiflern einer Verschleierung und Verharmlosung des wahren Lagerlebens.
Teilweise gelang es den Textern und Komponisten in den Lagern, in Liedern versteckte Inhalte gegen die menschenverachtenden Verhältnisse in den Lagern, wie im Dachaulied, und Suggestivkraft von Musik für die Lagerinsassen, wie in dem Lied Moorsoldaten, unterzubringen.

## Funktion der Lager-Musik
Die Rolle der Musik und Lagerorchester ist ambivalent, denn Singen und Musizieren war auch eine Art von Überlebenshilfe, sofern sie von den Lagerhäftlingen freiwillig oder heimlich ausgeübt werden konnten. Singen eigener Lieder oder die Aufführung eigener Musik wurde von der SS strengstens bestraft, wenn sie entdeckt wurde, es sei denn, dass sie durch die Lagerleitung erlaubt war. Die Autorin Knapp stellt in ihrem Buch Frauenstimmen: Musiker erinnern an Ravensbrück die Lebensläufe von mehr als 140 Frauen vor, die Musik im Frauenlager Ravensbrück machten, und dabei stellte sich heraus, dass diese Frauen sprachliche und kulturelle Hindernisse überwinden, ein Zusammengehörigkeitsgefühl herstellen und ihre persönliche Identität und ihre persönlichen Würde wahren konnten.
Die SS setzte in Lagern Häftlingsorchester und das Singen von Liedern zur Erniedrigung, Brechung des Lebenswillens und zur Qual der Lagerinsassen ein. Das Absingen von Liedern beim Marschieren war ein Teil der Machtausübung der SS-Lagerleitung, wie auch die Musik-Beschallung durch die Lautsprecheranlagen. Musik durch die Orchester wurde ferner bei Hinrichtungen eingesetzt, um ein Zuhören der Häftlinge zu erzwingen. Singen war zumeist auf dem Weg zur Zwangsarbeit angeordnet. Teilweise mussten die Häftlingsorchester bei Ankunft der Deportationszüge spielen, damit die Häftlinge keinen Verdacht schöpften und sich ohne Gegenwehr in die Gaskammern treiben ließen. Häftlingsorchester mussten bei Lagerbesuchen vor SS-Größen aufspielen und sollten vor allem ausländische Besucher über die Funktion der Lager täuschen oder verharmlosen. Gesänge, die aus den Lagern schallten, erweckten für Unbedarfte, die in Lagernähe kamen, einen positiven Eindruck. Die Häftlingsorchester musizierten auch bei Veranstaltungen der SS-Mannschaften. Inwieweit Musik vor Gaskammern gespielt wurde, um die Schreie der Opfer zu übertönen, scheint unterschiedlich praktiziert worden zu sein und ist zum Teil umstritten. Die Aufgabe und Funktionen der Häftlingsorchester sind bis zum heutigen Tag nicht vollständig erforscht.

## Konzentrationslager Auschwitz
Mit seinen zahlreichen Außenlagern führte das KZ Auschwitz zeitweise bis zu sechs Häftlingsorchester. Es gab das Mädchenorchester sowie weitere vier bis fünf Männerorchester und zeitweise ein „Zigeunerorchester“. Das Mädchenorchester erreichte einen größeren Bekanntheitsgrad als das Männerorchester. Die Orchester mussten täglich morgens zum Ausmarsch der Häftlinge spielen und abends zum Einmarsch in die Lager.

### Mädchenorchester

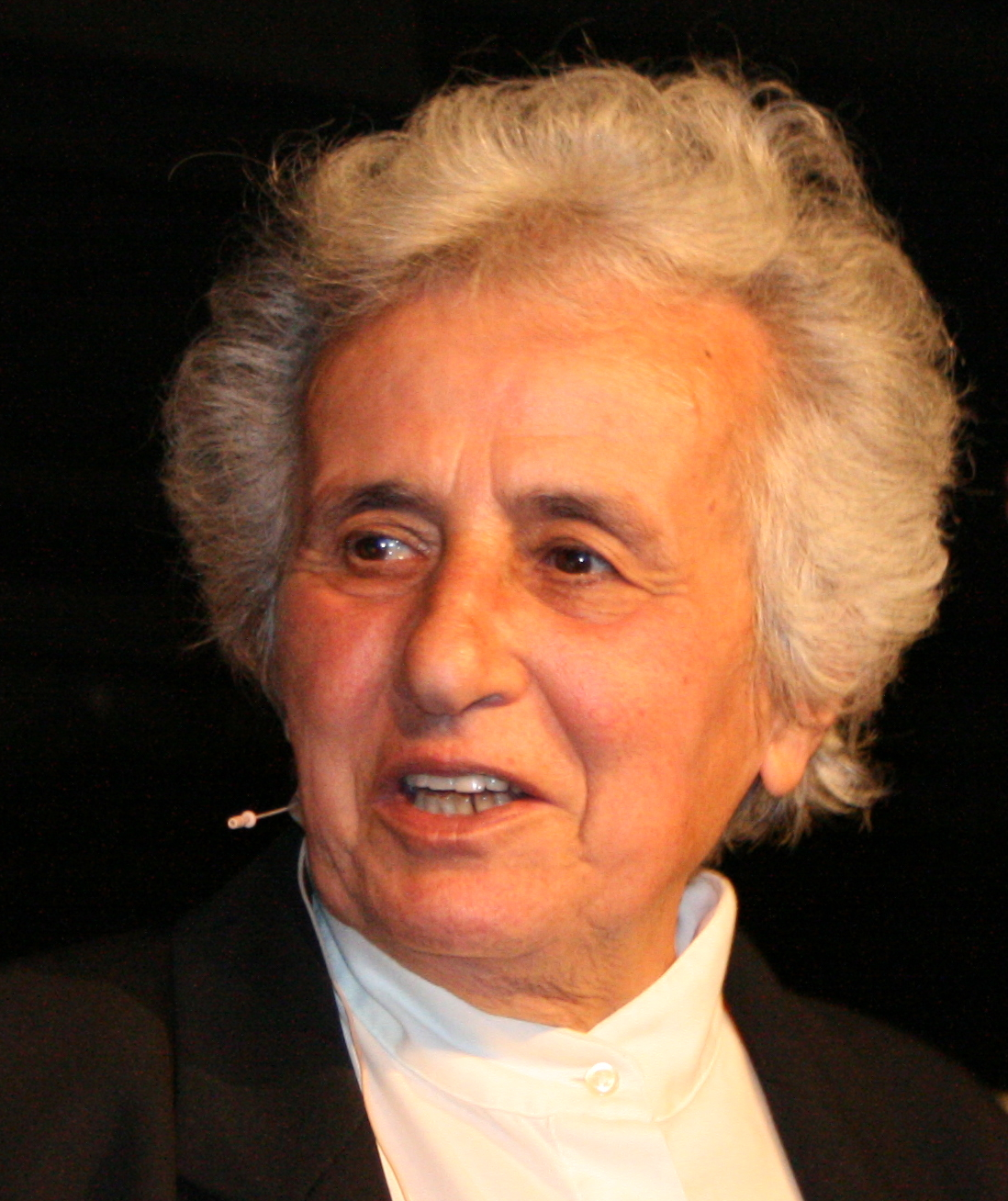
Anita Lasker-Wallfisch, eine der wenigen heute noch lebenden Musikerinnen des Mädchenorchesters (Bild 2007)

Das Mädchenorchester von Auschwitz im KZ Auschwitz-Birkenau ließ der Lagerkommandant Josef Kramer aufbauen. Ferner war die SS-Oberaufseherin Maria Mandl eine Befürworterin des Orchesters. Sie unterstützte die Errichtung einer besonderen Baracke, in der es einen Holzboden und eine Heizung für die Musikinstrumente und Musikerinnen gab.
Das Mädchenorchester hatte auch Konzerte für die SS zu geben oder an Sonntagen für sie Musik zu machen. So musste es beispielsweise für Josef Mengele, einen Liebhaber klassischer Musik, und auch für Franz Kramer öfter persönlich vorspielen. Das Mädchenorchester spielte am Tor des Konzentrationslagers für die Arbeitskolonnen auf, wenn diese aus- und einmarschierten.
Kranke Musikerinnen wurden pfleglicher als die übrigen kranken Häftlinge behandelt. Bekannte Mitglieder des Lagerorchesters waren Anita Lasker-Wallfisch (Cello), Alma Rosé (Violinistin und Leiterin des Orchesters), Esther Béjarano (Akkordeon) und Fania Fénelon (Piano und Gesang).
Die Geschichte dieses Mädchenorchesters wurde in Romanen, Dokumentationen, zwei Filmen (1980 und 1992) und einer Oper verarbeitet.

### Männerorchester
Im KZ Auschwitz wurde im Januar 1941 ein Häftlingsorchester von Männern gebildet, in dem zunächst Juden nicht zugelassen waren. Die Männerorchester bestanden zumeist aus Berufsmusikern. Als die sowjetischen Soldaten im Oktober 1944 in die Nähe des Lagers vorrückten, wurden die marschfähigen Lagerinsassen und Orchestermitglieder ins Innere des Reiches zurücktransportiert. Ein Mitglied des Orchesters war der polnisch-französische Komponist Szymon Laks.
Ein Leiter eines Männerorchesters im KZ Auschwitz war der polnische Komponist und Dirigent Adam Kopyciński, der spätere Gastdirigent der Warschauer Philharmoniker, der zur Funktion der Häftlingsorchester folgende These vertritt: „Die Musik vermittelt uns das schlichte Wissen von der Wahrheit des Lebens. Die Sehnsüchte des menschlichen Herzens suchen einen Halt in der Sphäre der Töne. Dank ihrer Macht und Suggestivkraft stärkte hier die Musik in den Zuhörern das, was das wichtigste ist – die wahre Natur [...] und förderte die Selbstachtung des Menschen, die in der Zeit des Lagerlebens so grausam mit Füßen getreten wurde [...].“

## Vernichtungslager Treblinka
1942 wurde der polnische Jazz-Berufsmusiker Artur Gold ins Vernichtungslager Treblinka deportiert. Dort sah ihn Kurt Franz, der stellvertretende Lagerleiter, mit seiner Geige bei Ankunft des Deportationszuges, sortierte ihn vor den Gaskammern aus und zwang ihn, ein Orchester zu bilden. Das aus bis zu zehn Musikern bestehende Häftlingsorchester konnte unter der Anleitung von Gold Übungsstunden durchführen, zu denen die Musiker von jeder Arbeit befreit waren. Sie mussten später eine frackähnliche Einheitsbekleidung aus weißer und blauer Seide mit einer übergroßen Fliege tragen. Das Häftlingsorchester wurde gezwungen, zeitweise vor den Gaskammern Operettenmusik zu spielen, um die Todesschreie zu übertönen. Bei Abendappellen spielte das Orchester Marschmusik sowie polnische und jiddische Volkslieder. Bei größeren Veranstaltungen hatte das von Artur Gold geführte Orchester für das SS-Personal Musik zu machen.
1943 trat das Häftlingsorchester bei Boxkämpfen, kleinen Schauspielstücken und Tanzvorführungen im Lager auf. Auf die Frage, warum im Vernichtungslager Musik gespielt wurde, antwortete ein Überlebender von Treblinka Samuel Willenberg: „Um das, was sich dort abspielte ins Lächerliche zu ziehen. Sie spielten mittags für die Deutschen beim Essen, vor dem Fenster des Speisesaals. Sie spielten nach dem Appell, nachdem geprügelt worden war. Wir sangen das Lied Góralu, cy ce ni źal..., damit sie in den umliegenden Dörfern hörten, dass es hier Leben gab. Die Bauern erzählten anschließend: Die haben aber gesungen! Und die Deutschen brüllten: Lauter!“ Unter den Musikern mit Gold war auch der 14-jährige Edek, der mit seiner Ziehharmonika im Lager ankam und vor den Gaskammern aussortiert wurde. Kurt Franz zwang Gold, nachdem ein Lied von Walter Hirsch getextet worden war, die Melodie zur sog. Treblinka-Hymne Fester Tritt zu komponieren. Dieses Lied musste nach dem Appell, beim Abmarsch zur Arbeit, bei der Rückkehr zwei- bis dreimal und beim Abendappell erneut von den Häftlingen gesungen werden.

## Konzentrationslager Dachau

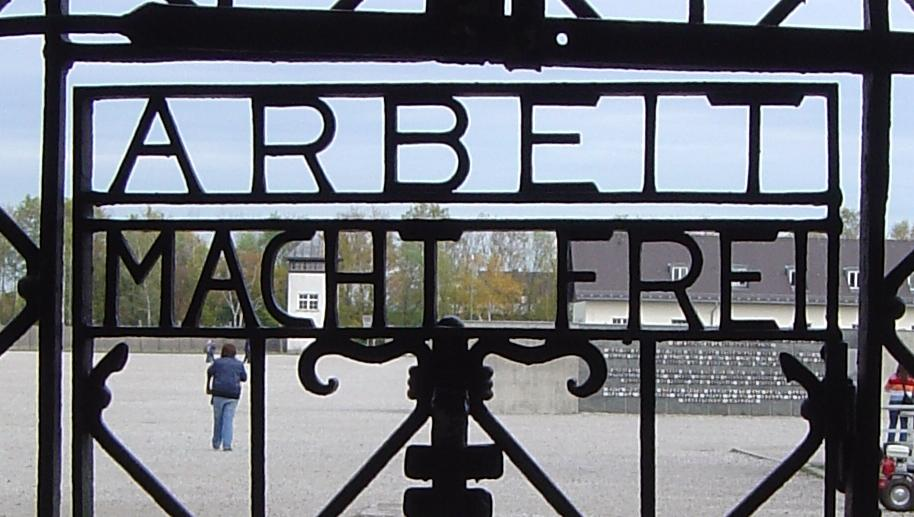
Spruch an Eingangstoren von KZ und Refrain im Dachaulied „Arbeit macht frei“ (hier Dachau)

Im Konzentrationslager Dachau bildete sich 1938 ein illegales Häftlingsorchester und ab 1941 wurde von der SS das „Kommando Lagermusik“ eingerichtet. Dieses spielte bei Konzerten auf, die an Wochenenden im Häftlingsbad veranstaltet wurden, und auch bei Folteraktionen. Komponiert wurden Lieder, Chöre und geistliche Werke für die Gottesdienste der inhaftierten Priester. Herbert Zipper, ein österreichischer Dirigent, Komponist und Musikpädagoge, im Mai 1938 nach Dachau deportiert, wurde mit Jura Soyfer zum Schöpfer das Dachauliedes. Dieses ist ein Marsch- und Durchhaltelied, das die unmenschlichen Zustände im Lager lediglich andeuten konnte. Der KZ-Torspruch „Arbeit macht frei“ war für den Texter Soyfer der Anlass, den Spruch im Refrain aufzunehmen. Das Lied brachte die Lebenssituation der Lagerinsassen insgesamt zum Ausdruck; es war nicht als kritisch erkennbar. Die Häftlinge hatten kein Schreibmaterial, deshalb komponierte Zipper zum Text von Soyfer im Kopf eine Melodie, die er zwei mitgefangenen Gitarristen und einem Geigenspieler beibrachte.

## Konzentrationslager Ravensbrück
Das KZ Ravensbrück stellt insofern eine Besonderheit dar, da sich die dort inhaftierten Frauen weigerten Musik aufzuführen.
Für viele Frauen im Lager stellten Singen und Musizieren eine unentbehrliche Lebenshilfe dar, wenn es freiwillig und heimlich möglich war. Die Lieder stellten den Bezug zu ihrem früheren Leben her, zu ihren Familienerinnerung und zu ihren Festen. In Ravensbrück entstanden Lieder, die entweder nach bekannten Melodien oder selbst komponiert wurden. Einige Frauen hatten ein Musikstudium absolviert und waren Berufsmusikerinnen. Zehn Frauen texteten Lieder und komponierten Musikstücke im Lager. Es fanden heimlich musikalische Aufführungen im Lager statt und dabei stellte sich heraus, dass diese Frauen trotz sprachlicher und kultureller Unterschiede ein Zusammengehörigkeitsgefühl herstellen und ihre persönliche Identität und ihre persönlichen Würde wahren konnten. Die Frauen von Ravensbrück machten erfolgreich für ihre eigenen Interessen Musik und Gesang und nicht für die SS. So entstand auch die französische Operette Le Verfügbar aux Enfers von Germaine Tillion in Ravensbrück.

## Konzentrationslager Buchenwald

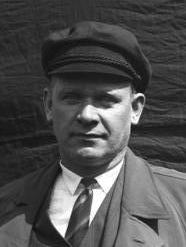
Nach der Ermordung von Ernst Thälmann fanden in KZ Buchenwald geheime Trauerveranstaltungen durch politische Häftlinge statt

Schon bald nach der Inbetriebnahme des Konzentrationslagers Buchenwald organisierte die SS ein Orchester mit musizierenden Sinti und Roma unter Leitung eines aus der Tschechoslowakei stammenden Klarinettisten. Das Häftlingsorchester spielte jeden Morgen und Abend auf dem Appellplatz und bei dem Abmarsch und Ankunft der Arbeitskommandos. Eine Lautsprecheranlage des Lagers spielte häufig Lieder von Zarah Leander ab. Es wurde geheim klassische Musik von einem Quartett gespielt, das von Maruzice Hewitt geführt wurde und Jazz-Musik von Jiri Zak. Im Lager waren bekannte Künstler und Musiker wie Jura Soyfer, Hermann Leopoldi, Fritz Löhner-Beda und Paul Morgan gefangen.
Die Häftlinge wurden von der SS häufig zum lauten Singen angehalten, um sie zu erniedrigen und bei schwerer körperlicher Arbeit zu schwächen. Im Dezember 1938 forderte der Lagerkommandant Arthur Rödl die Häftlinge auf, ein Lagerlied zu verfassen. Fritz Löhner-Beda und Hermann Leopoldi schufen das Buchenwaldlied, das aus drei Strophen besteht und anschließend als Marschlied zum Ein- und Auszug der Arbeitskolonnen von Lagerorchester gespielt wurde. Das Buchenwaldlied wurde von den Lagerinsassen als Widerstandslied aufgefasst, da es ihre Stimmungslage wiedergab. Die SS erzwang aber auch häufig das Absingen des sogenannten Judenliedes. Sowjetische Kriegsgefangene organisierten für sich und andere geheime musikalische Unterhaltung. Einen Monat nach der Ermordung von Ernst Thälmann organisierten politische Häftlinge eine geheime Veranstaltung mit Lesungen, Musik, Gedichten und Liedern über ihn.
Bei Besuchen hatte das Orchester zu spielen und es existierten im Hauptlager Buchenwald weitere kleinere Bands. In den letzten Jahren fanden etwa 25 Konzerte im Lager statt, die von Häftlingen, SS-Männern und vom Lagerkommandanten besucht wurden.

## Konzentrationslager Groß-Rosen
Im KZ Groß-Rosen, einem Außenlager des KZ Buchenwald, gab es eine 3-Mann-Band mit einem Sänger, die an Sonntagen Musik für die Häftlinge zu spielen hatte. Es gab zu diesem Zeitpunkt Musik für das gesamte Lager, dabei mussten alle Lagerinsassen aus den Baracken heraustreten. Im Sommer 1943 erhielten die Blockältesten den Befehl, die Fenster zu öffnen und alle Lagerinsassen hatten laut zu singen, bis es dunkel wurde. In der Dunkelheit war anschließend zu sehen, dass Flammen hochbrannten und es roch nach verbranntem Menschenfleisch. Am folgenden Morgen wurde bekannt, dass polnische Offiziere mit zwei Lastwagen mit ins Lager gebracht und erschossen worden waren.

## Konzentrationslager Neuengamme
Das Häftlingsorchester des KZ Neuengamme wurde nach einem Besuch des Lagerkommandanten im KZ Auschwitz initiiert, wo ihn das dortige Häftlingsorchester beeindruckt hatte. Das Orchester in Neuengamme spielte von 1940 bis zum Ende dieses KZ und bestand aus 25 Personen aus Frankreich, Italien, Dänemark, Polen, Belgien, der Tschechoslowakei und Deutschland.
Wie die meisten Häftlingsorchester stand es abends und morgens am Haupttor und spielte für die zurückkehrenden Häftlinge, ferner spielte es bei Bestrafungen und Hinrichtungen. Es spielte Alte Kameraden bei der Kremierung der in der Nacht Verstorbenen. Das Orchester hatte anlässlich von Geburtstagen und Festen der SS und an Samstagnachmittagen Operetten und Saalmusik für die Häftlinge zu spielen. Zwischen 1942 und 1944 wurde ein weiteres Orchester mit 60 bis 80 Musikanten gegründet, darunter der tschechische Musiker Emil F. Burian. Als im Lager eine Typhusepidemie ausbrach und die Häftlinge die Baracken nicht verlassen durften, spielte das Orchester das Lied Konzentrationäre. Einige der politischen Häftlinge komponierten und texteten Kampflieder, zum Beispiel für Ernst Thälmann.
In Neuengamme befand sich ein Musiktheater, in dem Aufführungen u. a. auch von Musikstücken stattfanden, die sowohl von Gefangenen als auch Bewachern der SS besucht wurden.

## Konzentrationslager Mauthausen

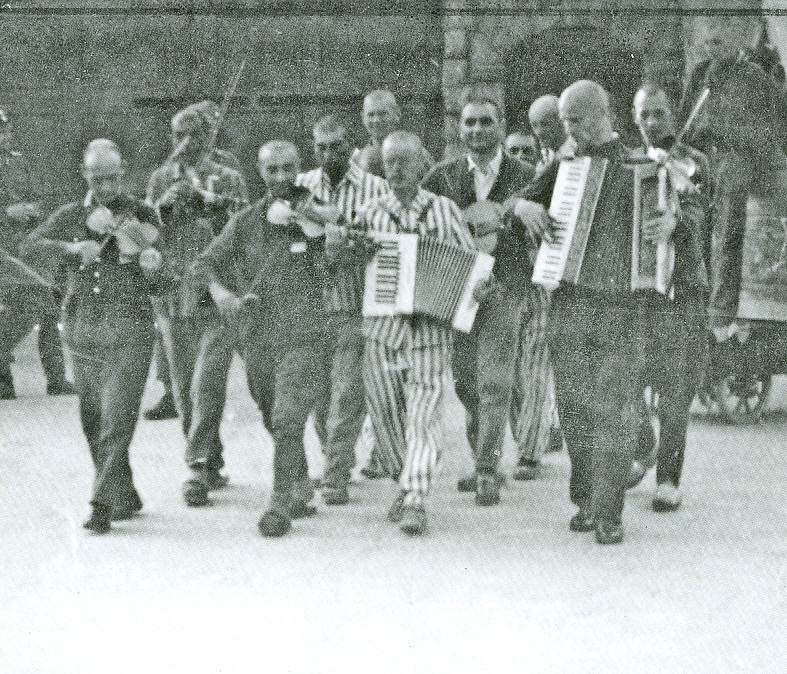
Häftlingskapelle im Konzentrationslager Mauthausen

Bis 1942 hatte im Lager eine kleine Gruppe von Häftlingen unter Anleitung von Wilhelm Heckmann, einem deutschen Berufsmusiker, im SS-Casino und diversen Anlässen musizieren müssen. Bei öffentlichen Hinrichtungen spielten sie Schlager und Volkslieder wie Komm zurück oder Alle Vögel sind schon da.
Im Herbst 1942 wurde entschieden, ein größeres Lagerorchester einzurichten. Dazu wurden Willi Heckmann, Georg Streitwolf und Rumbauer beauftragt. Streitwolf, der Kapo der Poststelle, bestellte dazu Musikinstrumente von Angehörigen der Lagerinsassen.
Das Orchester wuchs durch Zulauf v. a. tschechischer und polnischer Musiker bis 1944 auf 60 Mitglieder an. Zum Repertoire gehörten nun auch Beethoven, Schubert, Smetana, Bruckner und weitere Klassiker. Die musikalische Qualität erhöhte sich 1944 erheblich als 20 Musiker der Warschauer Philharmoniker ins Lager kamen. Im Frühjahr 1944 wurde das Orchester aufgelöst und lediglich eine Gruppe von Bläsern von Blechblasinstrumenten musste am Morgen und am Abend am Lagereingang spielen. Im Januar 1945, als Heinrich Himmler das Lager besuchte, wurde das große Orchester wieder aktiviert. Es gab einige kleinere Musikbands, die in Baracken Musik spielten. Linke Häftlinge organisierten Gedichte- und Musikveranstaltungen und es bildete sich ein 25 Mann starker tschechischer Chor, der auch an Geburtstagen von Häftlingen aufspielte und Themen des Lageralltags besang. Die Tschechen sangen auch Lieder des Widerstands. Eine internationale Gruppe bildete im Sommer 1944 eine Jazzband.
Nach dem Krieg vertonte Mikis Theodorakis die Mauthausen-Trilogie, die auf vier Gedichten des Dramatikers Iacovos Kambanellis basieren, die in Israel sehr bekannt für Frieden und internationale Kooperation wurde.

## Konzentrationslager Theresienstadt

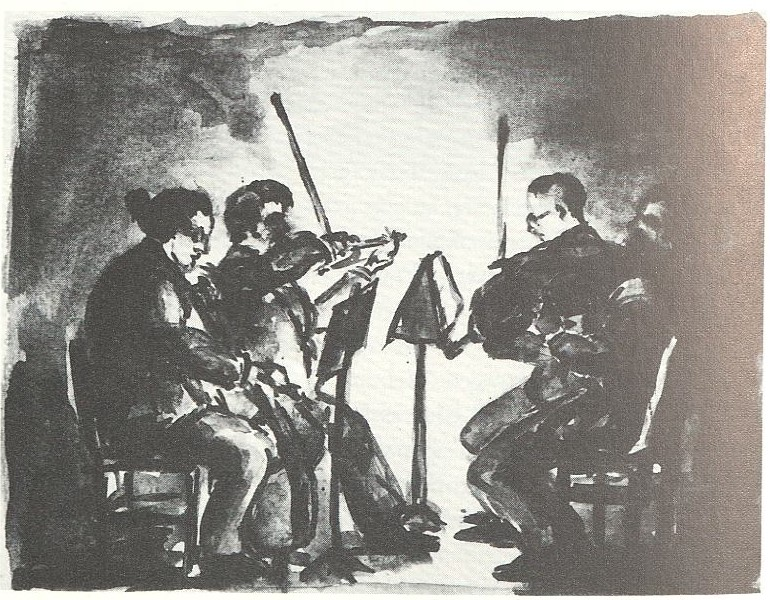
Felix Bloch: Ledeč-Quartett

In Theresienstadt wurde die Kinderoper Brundibár (deutsch: „Die Hummel“) 55-mal gespielt, die den Kindern zeitweise Normalität und Kinderfreude zurückgab. Komponiert wurde die Oper (uraufgeführt 1941 im jüdischen Kinderheim in Prag) von Hans Krása auf einen Text von Adolf Hoffmeister im Jahre 1938. Krása musste die Partitur aus seinem Gedächtnis im KZ niederschreiben, da er von dort keinen Zugriff mehr darauf hatte. Weil die Darsteller häufig in Vernichtungslager deportiert wurden, mussten die Opernrollen immer wieder neu besetzt werden. Die nationalsozialistische Propaganda drehte den Propagandafilm Der Führer schenkt den Juden eine Stadt unter Verwendung eines Ausschnitts aus der Kinderoper, um normale und glückliche Verhältnisse vorzutäuschen.
Leo Strauss schrieb dort mehrere Lieder und Texte, unter anderem das Lied Als ob.

## Konzentrationslager Bergen-Belsen
In KZ Bergen-Belsen gab es lediglich sporadische geheime Musikaufführungen einzelner Gefangener, die Musiker waren. Dies änderte sich, als der frühere Lagerkommandant des KZ Auschwitz-Birkenau, Josef Kramer, das Kommando von Bergen-Belsen im Dezember 1944 übernahm und als einige Monate später das Frauenorchester von Auschwitz-Birkenau nach Bergen-Belsen kam. Kramer ließ darüber hinaus für private Zwecke die ungarische Violinistin Lily Mathé und die niederländische Akkordeonspielerin Flora Schrijver spielen, die dadurch bessere Verpflegung und Zigaretten bekamen.

## Konzentrationslager Börgermoor
Das Lied Moorsoldaten wurde 1933 von Häftlingen des KZ Börgermoor erstmals gesungen. Dieses KZ war vor allem mit politischen Gegnern des nationalsozialistischen Regimes belegt, die mit Spaten das dortige Moor kultivieren mussten. Der Anlass zur Entstehung des Moorsoldatenliedes war ein nächtlicher Überfall von SS-Männern auf zwei Häftlingsbaracken im KZ Börgermoor. Das Lied wurde von dem Bergmann Johann Esser und von dem Schauspieler und Regisseur Wolfgang Langhoff getextet, die Musik dazu komponierte Rudi Goguel. Das Lied wurde am 27. August 1933 bei einer Veranstaltung von 16 Häftlingen, überwiegend ehemaligen Mitgliedern des Solinger Arbeitergesangvereins, aufgeführt. Dabei sangen alle 1.000 Lagerinsassen auf der Veranstaltung, die „Zirkus Konzentrazani“ genannt wurde, dieses Lied mit. Das Lied wurde kurz danach von der Lagerleitung verboten. Es verbreitete sich und Hanns Eisler textete es in England im Exil für Ernst Busch kämpferisch um. Das Lied endet optimistisch mit ... Dann ziehn die Moorsoldaten nicht mehr mit den Spaten ins Moor.

## Film
- Herbert Thomas Mandl Spuren nach Theresienstadt / Tracks to Terezín. (Interview: Herbert Gantschacher; Kamera: Robert Schabus; Schnitt und Gestaltung: Erich Heyduck) / DVD deutsch / englisch; ARBOS, Wien-Salzburg-Klagenfurt 2007[22]